# Hanna Jaff
Pour les articles homonymes, voir Jaff.
Hanna, Marquise de Guadiaro (née Hanna Jazmin Jaff Bosdet; 4 novembre 1986) est une personnalité de la télé-réalité, femme politique, philanthrope, conférencière, auteur, productrice et militante,,. Elle est reconnue pour être la première mexicaine à rejoindre l'aristocratie britannique,,,. Elle est mariée à Lord Francisco de Borja Queipo, 6e marquis de Guadiaro et fils aîné du 12e comte de Toreno.

## Biographie
Hanna est originaire de Tijuana, mais est née à San Diego.
Le nom de famille de son père est Jaff, qui est d’origine kurde et appartient à la tribu Jaff,,, bien connue pour son implication politique dans le gouvernement du Kurdistan depuis l'année 1114. Mohamed Pasha Jaff, son arrière-arrière-grand-père était un pasha, un titre noble qui lui a été conféré par l'Empire Ottoman dans les années 1700. Son arrière-grand-mère était Lady Adela. Le père de Hanna est un promoteur immobilier et membre du conseil d'administration de North Bank Iraq, qui, avec ses frères, est réputé pour la construction des Jaff Towers, les plus hauts bâtiments d’Irak et propriétaires de la plus grande banque privée d’Irak. Il est musulman et le fils de Dawood Fattah Al Jaff (aussi connu sous le nom de Dawood Beg Jaff), le plus grand propriétaire au Kurdistan et le chef de la tribu Jaff.
La tribu Jaff compte aujourd'hui 3 millions de personnes et est la plus grande tribu du Kurdistan.
Le nom de famille de sa mère est Bosdet, et provient de migrants arrivés au Mexique depuis l'Angleterre. Elle est l'arrière-petite-fille de Carlos Henry Bosdet, qui a été le premier à apporter et installer le téléphone au Mexique. La mère de Hanna est décoratrice d'intérieur et gère sa propre entreprise dans le domaine des tapis, des revêtements de sol et du design. Sa mère est catholique et est née à Mexico. Les parents de Hanna se sont rencontrés tout en étudiant pour obtenir leur maîtrise à San Diego et se sont mariés en 1982.
Après avoir obtenu son diplôme d'études secondaires à San Diego, Jaff a obtenu une licence en psychologie et des licences en justice pénale et en sciences politiques à l'Université nationale de Californie (en). Elle a ensuite obtenu une maîtrise en relations internationales à la Harvard University, à Cambridge, dans le Massachusetts. En outre, elle a fréquenté par intermittence La Sorbonne à Paris, le King's College à Londres et l'université Columbia à New York pour des programmes prolongés pendant et après ses études.

### Philanthropie et activisme
Jaff a été conférencière lors de trois événements TEDx Talks au Mexique, ainsi que participante à des discussions à l'Institut Milken et aux Nations Unies.,,.
En 2013, elle a fondé une organisation à but non lucratif, la Jaff Foundation for Education, pour enseigner l'anglais aux immigrants et aux réfugiés. L'organisation organise des événements caritatifs. Elle a lancé des campagnes de non-discrimination pour soutenir les immigrants et les réfugiés. En 2016, elle est présente dans tous les principaux États du Mexique et compte plus de 7 000 bénévoles actifs qui travaillent pour elle, au bénéfice de plus de 120 000 personnes,. À cette fin, Jaff a auto-publié quatre livres d'anglais autodidactes et a créé des bourses d'études, que la fondation offre aux étudiants.
En 2013, elle a organisé le tout premier festival kurde au Mexique, le plus grand festival organisé en dehors du Kurdistan,,,,,.
En 2017, Jaff a lancé une ligne de vêtements sous la marque We Are One Campaign pour soutenir les victimes de la guerre au Moyen-Orient.
En 2021, Jaff a été nommée ambassadrice de la gentillesse pour la campagne mondiale de la MGEIP de l'UNESCO (en),.
En 2022, elle est productrice exécutive d'un film d'animation : Águila y Jaguar : Los Guerreros Legendarios,,.

### Politique
Entre 2013 et 2018, Jaff a occupé plusieurs postes politiques à l'échelle nationale au sein du Parti Révolutionnaire Institutionnel au Mexique, tels que Sous-secrétaire aux Immigrants, Sous-secrétaire aux Relations avec la Société Civile, entre autres:
- 2017-2018 : sous-secrétaire aux relations avec la société civile au sein du comité exécutif national du Parti révolutionnaire institutionnel[33].
- 2015 : Candidate au Congrès fédéral, Parti vert écologiste du Mexique[34].
- 2014-2015 : secrétaire générale nationale d'Expresión Juvenil Revolucionaria au sein du Parti révolutionnaire institutionnel[35],[36].
- 2013-2015 : sous-secrétaire aux immigrés au sein du comité exécutif national du Parti révolutionnaire institutionnel[37].
- 2013-2014 : secrétaire général de la gestion sociale du Frente Juvenil Revolucionario[34].
- 2013 : ambassadrice du tourisme de l'État de Morelos, Mexique[38],[39].

## Récompenses
Jaff a reçu plusieurs prix, dont celui de « représentant honoraire du Garmiyan Kurdistan pour l'Amérique latine ». Elle a également reçu d'autres prix,,,,,,,,, :
- 100 femmes les plus puissantes du Mexique 2022 par Forbes ;
- Femme de distinction 2020 par le 78e district de l'assemblée de San Diego ;
- 100 femmes les plus puissantes du Mexique 2019 par Forbes ;
- les 10 femmes les plus puissantes de Basse Californie par le journal Infobaja ;
- 30 sous 30 Mexicains les plus réussis par le magazine Entrepreneur ;
- 200 leaders de demain de moins de 30 ans par Symposium de Saint-Gall en Suisse.

## Télé-réalité
En août 2018, Netflix a annoncé que Jaff fera partie de la distribution de l'émission de télévision Made in Mexico, dont la diffusion a débuté le 28 septembre 2018,,,.

## Vie privée
Jaff a été proposé à six reprises, fiancé trois fois, marié deux fois et divorcé une fois.
Jaff a épousé Harry Roper-Curzon en février 2020 et a divorcé deux ans plus tard en raison de violences financières et domestiques commises par lui,,.
En septembre 2022, elle a épousé l'aristocrate espagnol, seigneur Francisco de Borja Queipo de Llano, grand d'Espagne, marquis de Guadiaro, chevalier de la maestranza royale de cavalerie de Grenade et héritier du comte de Toreno et d'autres titres.